# Pseudhammus burgeoni
Pseudhammus burgeoni là một loài bọ cánh cứng trong họ Cerambycidae.